# Општина Суату (Клуж)
Суату (рум. Suatu) општина је у Румунији у округу Клуж.
Oпштина се налази на надморској висини од 423 m.